# Antrostomus
Antrostomus és un gènere d'ocells de la família dels caprimúlgids (Caprimulgidae) que eren inclosos al gènere Caprimulgus, si bé estudis recents, han motivat la separació en un gènere diferent.

## Taxonomia
Segons la Classificació del Congrés Ornitològic Internacional (versió 3.4, 2013) aquest gènere està format per 12 espècies:
- enganyapastors de Carolina (Antrostomus carolinensis).
- enganyapastors rogenc (Antrostomus rufus).
- enganyapastors de Cuba (Antrostomus cubanensis).
- enganyapastors de la Hispaniola (Antrostomus ekmani).
- enganyapastors de Salvin (Antrostomus salvini).
- enganyapastors maia (Antrostomus badius).
- enganyapastors cuasedós (Antrostomus sericocaudatus).
- enganyapastors de Ridgway (Antrostomus ridgwayi).
- enganyapastors cridaner septentrional (Antrostomus vociferus).
- enganyapastors cridaner meridional (Antrostomus arizonae).
- enganyapastors de Puerto Rico (Antrostomus noctitherus).
- enganyapastors fosc (Antrostomus saturatus).